# Jörg Jüttner
Jörg Jüttner (* 16. September 1941 in Würbenthal) ist ein ehemaliger deutscher Sprinter und Weitspringer.
Bei den Olympischen Spielen 1964 wurde er Fünfter in der 4-mal-400-Meter-Staffel und schied über 400 Meter trotz persönliche Bestleistung von 46,78 s im Halbfinale aus.
1966 siegte er bei den Europäischen Hallenspielen in Dortmund in der 4-mal-320-Meter-Staffel.
1965 wurde er Deutscher Meister im Weitsprung mit seiner persönlichen Bestleistung von 7,69 m. 1964, 1965 und 1966 wurde er Deutscher Hallenmeister über 400 Meter und 1965 Deutscher Hallenmeister im Weitsprung.
Jüttner startete für den VfL Wolfsburg.